# Lithobius crassus
Lithobius crassus är en mångfotingart som först beskrevs av Imre Loksa 1965.  Lithobius crassus ingår i släktet Lithobius och familjen stenkrypare.
Artens utbredningsområde är Mongoliet. Inga underarter finns listade i Catalogue of Life.